# 五泉郵便局
五泉郵便局（ごせんゆうびんきょく）
- 新潟県五泉市にある郵便局。本記事にて記述する。

五泉簡易郵便局（いいずみかんいゆうびんきょく）
- 京都府綾部市にある簡易郵便局。局番号は44706。

五泉郵便局（ごせんゆうびんきょく）は新潟県五泉市にある郵便局。民営化前の分類では集配普通郵便局であった。

## 概要
住所：〒959-1899 新潟県五泉市東本町2-4-20

## 沿革
- 1872年（明治5年）旧9月 - 五泉郵便取扱所として開設[1]。
- 1873年（明治6年）5月1日 - 廃止。
- 1875年（明治8年）1月2日 - 五泉郵便局（五等）として再設置。
- 1885年（明治18年） - 貯金取扱を開始。
- 1886年（明治19年）3月16日 - 郵便為替事務開始[2]。
- 1893年（明治26年）3月11日 - 五泉郵便電信局となる。
- 1903年（明治36年）4月1日 - 通信官署官制の施行に伴い五泉郵便局となる。
- 1913年（大正2年）10月3日 - 火災で焼失[3]。
- 1957年（昭和32年）2月16日 - 橋田郵便局から電話交換事務の取扱を移管。
- 1957年（昭和32年）4月1日 - 菅名簡易郵便局の廃止に伴い、取扱事務を承継[4]。
- 1957年（昭和32年）11月16日 - 特定郵便局から普通郵便局に局種別改定。
- 1961年（昭和36年）7月30日 - 電話交換および電報配達業務を、五泉電報電話局に移管。
- 1976年（昭和51年）5月17日 - 船越簡易郵便局の廃止に伴い、取扱事務を承継。
- 1981年（昭和56年）3月9日 - 五泉市本町一丁目から、同市東本町二丁目に局舎を新築、移転。
- 1999年（平成11年） - 外国通貨の両替および旅行小切手の売買に関する業務取扱を開始。
- 2007年（平成19年）10月1日 - 民営化に伴い、併設された郵便事業五泉支店に一部業務を移管。
- 2012年（平成24年）10月1日 - 日本郵便株式会社発足に伴い、郵便事業五泉支店を五泉郵便局に統合。

## 取扱内容
- 郵便、印紙、ゆうパック、内容証明
- 貯金、為替、振替、振込、国際送金、外貨両替・トラベラーズチェック、国債、投資信託
- 生命保険、バイク自賠責保険、自動車保険、がん保険、引受条件緩和型医療保険
- ゆうちょ銀行ATM
- 「959-16xx」「959-18xx」（五泉市の一部）の集配業務
- ゆうゆう窓口

## 周辺
- 五泉市役所
- 五泉警察署
- 五泉市立図書館
- 五泉市立五泉小学校

## アクセス
- JR磐越西線 五泉駅から北へ約800m（徒歩約9分）
- 五泉市ふれあいバス 郷屋川2丁目停留所下車
- 磐越自動車道 安田ICから南西へ約5.5km
- 駐車場あり：15台